# المدرسة الدولية الباكستانية (الخبر)
المدرسة الدولية الباكستانية الخبر المعروفة سابقا باسم المدرسة السعودية الدولية (القسم الباكستاني) (كلية الدراسات الدولية المتقدمة) بسبب أن غلبة الطلبة وهيئة التدريس من باكستان وهي تخدم المجتمع الباكستاني في المنطقة الشرقية في المملكة العربية السعودية الذين يقيمون في مدن الخبر والدمام والظهران والثقبة ورأس تنورة وبقيق والجبيل. تستند المناهج حسب معايير التعليم الباكستانية.
تتكون المدرسة من قسمي البنين والبنات. اعتبارا من عام 2014 بلغ عدد الطلاب أكثر من 3000 طفل تتراوح أعمارهم ما بين 5 سنوات و20 سنة. هي مؤسسة تعليمية حصلت على شهادة من المجلس الاتحادي للتعليم المتوسط والثانوي في إسلام آباد الذي تمت ترقيته تدريجيا على مر السنين. المدرسة تعمل على فترتين منفصلتين صباحية ومسائية. تأسست المدرسة كغرفة صغيرة في عام 1966 من قبل عباس حسين مالك.

## التاريخ
مع الطفرة النفطية في الستينات فإن المملكة العربية السعودية أصبحت نواة لأنشطة التجارة والأعمال. المهندسين والأطباء والمهنيين الباكستانيين من جميع مناحى الحياة كانوا يتدفقون عليها ولكن في غياب أي مؤسسة تعليمية باكستانية فإنهم لم يكونوا يبقون عائلاتهم معهم في الخبر. كان هناك حاجة ملحة لمدرسة. في تلك المرحلة قام عباس حسين مالك بتأسيس مدرسة المجتمع الباكستاني الثانوية.
تضم المدرسة حرمين مدرسيين و52 معلم في عام 2014. يوجد من بين المعلمين من يزاول المهنة منذ أكثر من 20 عامًا وأبرزهم سارفراز حسين ورياض فيرك وجاويد إقبال ورضوي ومنصور جهان وافتخار أحمد.

## اللجنة الإدارية
ازدهرت المدرسة حيث أصبح عباس حسين مالك مديرا لها. بعد رحيله من المدرسة تم اعتماد نظام مجلس إدارة للمدرسة. تم حل النظام بعد بضع سنوات بسبب سوء السلوك والفساد مما أدى إلى استنزاف الموارد المالية للمدرسة. ثم تم تعيين لجنة إدارية التي قامت بنقل المدرسة من مرحلة الكارثة الكاملة إلى القدرة على البقاء ماليا. ومع ذلك فقد أدى هذا إلى زيادة صلاحيات المدير في المدرسة.

## الأقسام الأكاديمية
لدى المدرسة الدولية الباكستانية جناحين. دورة المبتدئين تبدأ بطبيعة الحال من جناح البنات حيث يبدأ الأطفال رحلتهم للبحث عن المعرفة. دراسة البنين والبنات من الروضة إلى الصف الثالث في نفس الجناح. بعد انتقالهم إلى الصف الرابع فإن الأولاد والبنات ينقسمون إلى جناحين منفصلين عن بعضهما البعض. المدرسة الإعدادية تحتل موقعا مركزيا في الإعداد الشامل للمدرسة الدولية الباكستانية الخبر. يتم تقييم الطلاب في المدرسة الإعدادية والترويج داخليا في نهاية العام الدراسي. ومع ذلك فإن الفحص السنوي ليس المعيار الوحيد الذي يتم من خلاله تقييم التقدم والتطوير الأكاديمي للطلاب. يتم إرسال التقرير المرحلي الشهري في نهاية كل شهر. تقييم المعلم والاختبارات الشهرية والامتحانات ليست سوى عدد قليل من معايير تقييم كل طالب. تعقد اجتماعات الآباء والمعلمين مرتين في السنة الأكاديمية بحيث في استطاعة الوالدين مناقشة التقدم العلمي لطفلهم.

## الأنشطة اللاصفية
تشمل الأنشطة اللاصفية مسابقات في صناعة النماذج والخطابة وتلاوة القرآن وكتابة المقال. يقام يوم رياضي خلال فصل الشتاء من كل عام في نادي النهضة. يتضمن اليوم الرياضي لعبتي الكراسي الموسيقية وسباق 100 متر.

## الرسوم
رسوم الدخول تبلغ 500 ريال سعودي. وفي حال شطب اسم الطالب من القوائم فإن رسوم إعادة القبول تبلغ 100 ريال. تأخذ المدرسة الرسوم الدراسية ورسوم وسائل النقل ورسوم المختبر ورسوم الامتحان على حدة. تفرض غرامة كبيرة على الطلاب عند سوء السلوك.